# Micrispa zinzibaris
Micrispa zinzibaris is een keversoort uit de familie bladkevers (Chrysomelidae). De wetenschappelijke naam van de soort werd in 1863 gepubliceerd door Victor Ivanovitsch Motschulsky.